# جورجینا اسپلوین
جورجینا اسپلوین (انگلیسی: Georgina Spelvin؛ زاده ۱ مارس ۱۹۳۶) بازیگر پورنوگرافی بازنشستهٔ اهل ایالات متحده آمریکا است که بیشتر به خاطر ایفای نقش در فیلم شیطان در خانم جونز (۱۹۷۳) شهرت دارد.
از دیگر فیلم‌هایی که در آن نقش داشته می‌توان به دانشکده پلیس اشاره کرد.